# Leones de Ponce (Baseball)
Die Leones de Ponce sind eine professionelle Baseballmannschaft der Puerto Rico Baseball League (PRBL) mit Sitz in Ponce, Puerto Rico. Die Leones haben insgesamt elfmal die nationale Meisterschaft gewonnen, darunter als einzige Mannschaft vier aufeinanderfolgende Titel (zwischen 1942 und 1945). 1972 gelang ihnen auch der Sieg in der Serie del Caribe.
Die Leones de Ponce gehören zusammen mit den Indios de Mayagüez zu den einzigen Mannschaften der Liga, die seit 1938 an allen Spielzeiten teilgenommen haben. Bis heute einmalig in der Liga ist der Gewinn vier aufeinanderfolgender Meistertitel Anfang der 1940er Jahre unter George „Tubby“ Scales, einem Manager der Negro Leagues. Zuletzt siegten die Leones im Finale der Saison 2008/2009 mit 4–1 Spielen gegen die Lobos de Arecibo.
Heimstadion der Leones ist das 1949 eröffnete Estadio Francisco Montaner, das Platz für rund 16.000 Zuschauer bietet.